# Cryptotomus roseus
 Cryptotomus roseus és una espècie de peix de la família dels escàrids i de l'ordre dels perciformes que es troba des de Bermuda, Florida (Estats Units) i les Bahames fins al Brasil.
Els mascles poden assolir els 13 cm de longitud total.